# Kenley Jansen
Kenley Geronimo Jansen, född den 30 september 1987 i Willemstad, är en curaçaoisk-nederländsk professionell basebollspelare som spelar för Boston Red Sox i Major League Baseball (MLB). Jansen är högerhänt pitcher.
Jansen har tidigare spelat för Los Angeles Dodgers (2010–2021) och Atlanta Braves (2022). Han vann World Series med Dodgers 2020. Han har tagits ut till MLB:s all star-match tre gånger och till All-MLB Second Team en gång samt vunnit två Reliever of the Year Awards. Han har två gånger haft flest saves i National League och blev 2023 den sjunde pitchern i MLB:s historia att komma upp i 400 saves under grundserien.

## Karriär

### Major League Baseball

#### Los Angeles Dodgers

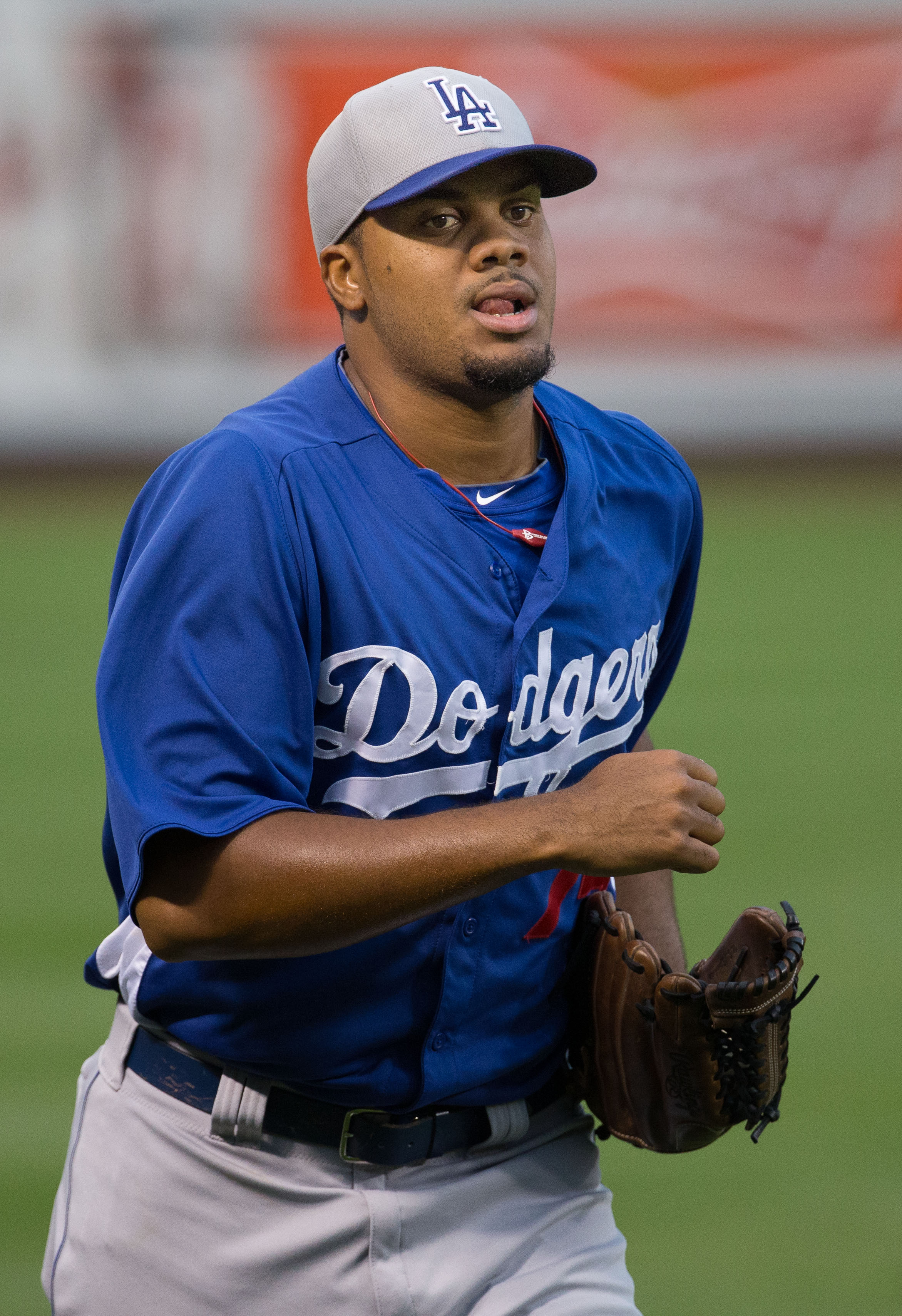
Jansen i Los Angeles Dodgers dräkt 2013.

Jansen skrev i november 2004, vid 17 års ålder, på för Los Angeles Dodgers. Han var vid den tiden catcher, men utvecklades inte som Dodgers hade hoppats, och 2009 omskolades han med hjälp av den gamla storspelaren Charlie Hough till pitcher.
Jansen gjorde snabbt stora framsteg i sin nya roll och debuterade i MLB för Dodgers den 24 juli 2010. Han pitchade så litet den säsongen att han fortfarande räknades som rookie 2011, då han kom sjua i omröstningen till National Leagues Rookie of the Year Award efter att ha haft en earned run average (ERA) på 2,85 och 96 strikeouts på 53,2 innings pitched. Hans 16,10 strikeouts per 9 innings pitched var ett nytt MLB-rekord för pitchers som pitchat minst 50 inningar under en säsong.
I början av maj 2012 blev Jansen Dodgers closer, men han drabbades av hjärtrytmrubbningar mot slutet av säsongen och blev av med rollen. I juni nästföljande säsong befordrades han till closer igen.
Inför 2014 års säsong kom Jansen överens med Dodgers om ett ettårskontrakt värt 4,3 miljoner dollar och parterna undvek därigenom ett skiljeförfarande. Den säsongen var den första där han var closer under hela säsongen och han hade hela 44 saves, delat tredje flest i National League. Bara tre Dodgers-pitchers hade tidigare nått 40 saves under en säsong. Jansen och Dodgers undvek skiljeförfarande igen året efter genom att skriva på ett ettårskontrakt som rapporterades vara värt 7,425 miljoner dollar och detta upprepades även inför 2016 års säsong; då rapporterades kontraktet vara värt 10,65 miljoner dollar. Den 20 juni det året satte han nytt klubbrekord för Dodgers med sin 162:a save. Det var också under denna säsong som han togs ut till sin första all star-match. När säsongen summerades hade han spelat 71 matcher med en ERA på bara 1,83 och 47 saves, delat näst flest i National League. Han vann efter säsongen sin första Reliever of the Year Award.
Jansen blev free agent efter 2016 års säsong, men skrev på igen för Dodgers i form av ett femårskontrakt värt 80 miljoner dollar. Han inledde 2017 års säsong med att göra 51 strikeouts innan han tillät sin första walk, ett nytt MLB-rekord. Några dagar senare togs han ut till sin andra all star-match i rad. Hans ERA under säsongen var minimala 1,32 och hans 41 saves var delat flest i National League. Han belönades med sin andra raka Reliever of the Year Award. Dodgers gick hela vägen till World Series den säsongen, men förlorade mot Houston Astros med 3–4 i matcher. Jansen hade en blown save i match 2 av World Series efter att dessförinnan ha förvaltat samtliga tolv save opportunities i slutspelet under karriären, vilket var ett nytt MLB-rekord.
Under 2018 togs Jansen ut till sin tredje all star-match i rad, men därefter besvärades han återigen av hjärtrytmrubbningar och tvingades till skadelistan. Dodgers gick till World Series igen, men Jansen hade en blown save både i match 3 (som Dodgers dock vann efter förlängning) och i match 4 när Boston Red Sox vann med 4–1 i matcher.
Den 14 juni 2019 utförde Jansen en avsiktlig balk, troligen den första i MLB:s historia, i syfte att avancera en löpare i motståndarlaget från andra till tredje bas så att denne inte skulle kunna läsa av catcherns tecken till Jansen avseende vilken typ av kast som catchern önskade att Jansen skulle kasta. Den 25 september samma år nådde han milstolpen 300 saves under grundserien. Jansen hade dock inte en bra säsong 2019; hans ERA på 3,71 var klart högst dittills under karriären.
Starten av 2020 års säsong sköts upp på grund av covid-19-pandemin och strax innan den till slut kom igång drabbades Jansen av sjukdomen, vilken påverkade honom lång tid därefter. För tredje gången på fyra säsonger gick Dodgers till World Series, där Jansen i match 4 satte ett nytt MLB-rekord genom att drabbas av sin fjärde blown save i World Series-sammanhang. Dodgers tog dock hem titeln med 4–2 i matcher över Tampa Bay Rays.
Den 25 augusti 2021 nådde Jansen milstolpen 1 000 strikeouts som den blott tolfte relief pitchern i MLB:s historia. Han hade en mycket fin säsong med en ERA på bara 2,22, efter tre raka säsonger med en ERA över 3,00, och 38 saves, näst flest i National League. Efter säsongen blev han free agent för andra gången. Hans ERA under karriären fram till dess var 2,37, vilket var tredje bäst i hela MLB sedan 1920 (starten för den så kallade live ball-eran) för pitchers med minst 700 innings pitched, efter Mariano Rivera och Billy Wagner.

#### Atlanta Braves
I mars 2022 skrev Jansen på ett ettårskontrakt med Atlanta Braves värt 16 miljoner dollar. Han hade drömt om att spela för Braves sedan han var liten eftersom hans äldre bror spelade i klubbens farmarklubbssystem och Andruw Jones, också från Curaçao, var en av klubbens stjärnor. Han hade en bra säsong för Braves och hade 41 saves, flest i National League. Han var 5–2 med en ERA på 3,38 på 65 matcher. Efter säsongen blev han free agent igen.

#### Boston Red Sox
I december 2022 blev Jansen klar för Boston Red Sox och skulle därmed för första gången spela i American League. Kontraktet sträckte sig över två år och var värt 32 miljoner dollar. Den 10 maj 2023 nådde han milstolpen 400 saves under grundserien som den sjunde pitchern i MLB:s historia.

### Internationellt
Jansen representerade Nederländerna vid World Baseball Classic 2009, då som catcher. Vid nästa turnering, 2013, fick han plats i spelartruppen inför Nederländernas semifinal mot Dominikanska republiken, men han deltog inte i matchen. Även under World Baseball Classic 2017 hämtades han in lagom till semifinalen, men denna gång spelade han när Nederländerna förlorade mot Puerto Rico. Till turneringen 2023 var han med i spelartruppen, men valde att avstå gruppspelet och en eventuell kvartsfinal för att träna inför införandet av de nya tidsbegränsningarna för pitchers i MLB. Eftersom Nederländerna inte gick vidare från gruppspelet spelade Jansen inte i turneringen.